# Glénan
L'arxipèlag de les Glénan o îles de Glénan, amb el nom local de «les Glénan» és un arxipèlag de la Bretanya a França, situat a unes 10 milles marítimes al sud de Fouesnant, al departament de Finistère.

## Geografia
L'arxipèlag dels Glénan consta de nou illes principals i d'un gran nombre d'illots. L'arxipèlag actual està molt retallat fins al punt que resulta difícil determinar-ne la superfície exacta, a més de presentar molts esculls.

## Història
Hi ha un dolmen del segle iv aC a l'île de Brunec.
A l'Edat Mitjana l'arxipèlag era propietat de l'Abadia de Saint-Gildas de Rhuys. El 23 d'octubre de 1658, Nicolas Fouquet superintendent de finances del Regne de França inicià la compra de l'arxipèlag. Abans va ser un lloc de corsaris.

## Natura

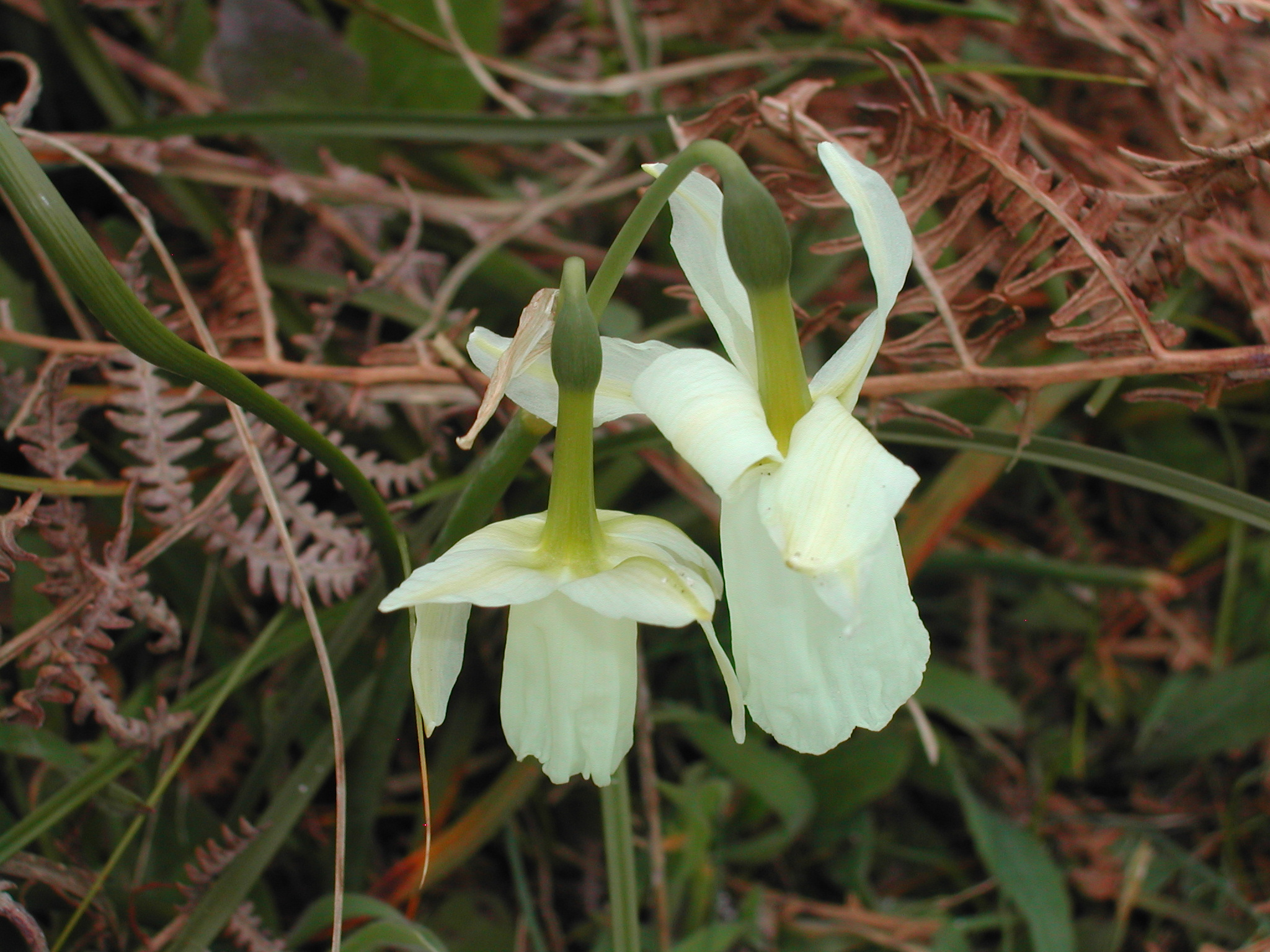
Narcís dels Glénans.

A l'arxipèlag hi ha una subespècie de planta potser endèmica: el Narcís dels Glénans, Narcissus triandus ssp capax. identificada l'any 1803 i per evitar la seva desaparició l'any 1974 un part de l'Île Saint-Nicolas es va classificar com reserva natural i l'accés prohibit.

## Urbanisme
Només sis illes són habitades.

## Illes principals
- Île Saint-Nicolas 47° 43′ 26″ N, 4° 0′ 0″ O / 47.72389°N,4.00000°O, és l'illa principal.
- Île de Bananec 47° 43′ 22″ N, 3° 59′ 30″ O / 47.72278°N,3.99167°O
- Île du Loc'h 47° 42′ 18″ N, 3° 59′ 46″ O / 47.70500°N,3.99611°O
- Île de Penfret 47° 43′ 05″ N, 3° 57′ 21″ O / 47.71806°N,3.95583°O
- Île Cigogne 47° 43′ 1″ N, 3° 59′ 36″ O / 47.71694°N,3.99333°O
- Île de Drénec 47° 43′ 2″ N, 4° 0′ 35″ O / 47.71722°N,4.00972°O
- Île de Brunec 47° 43′ 46″ N, 4° 0′ 0″ O / 47.72944°N,4.00000°O
- Île de Guiautec 47° 42′ 47″ N, 3° 57′ 58″ O / 47.71306°N,3.96611°O
- Île de Quignénec 47° 42′ 32″ N, 4° 0′ 51″ O / 47.70889°N,4.01417°O
- Île de Guiriden
- Île aux Moutons 47° 46′ 31″ N, 4° 1′ 45″ O / 47.77528°N,4.02917°O

### Galeria

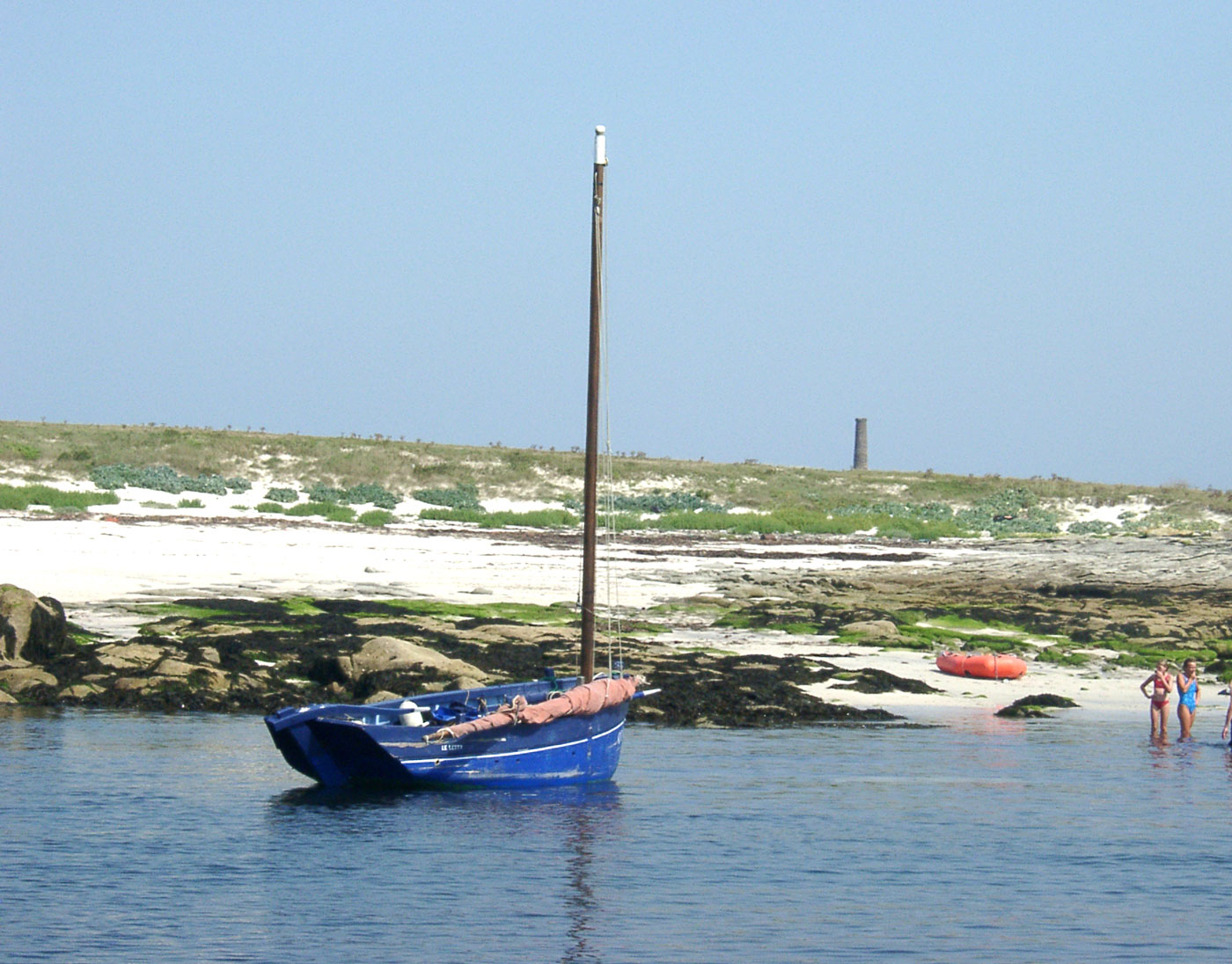
Ile-du-Loch és l'illa de major superfície.
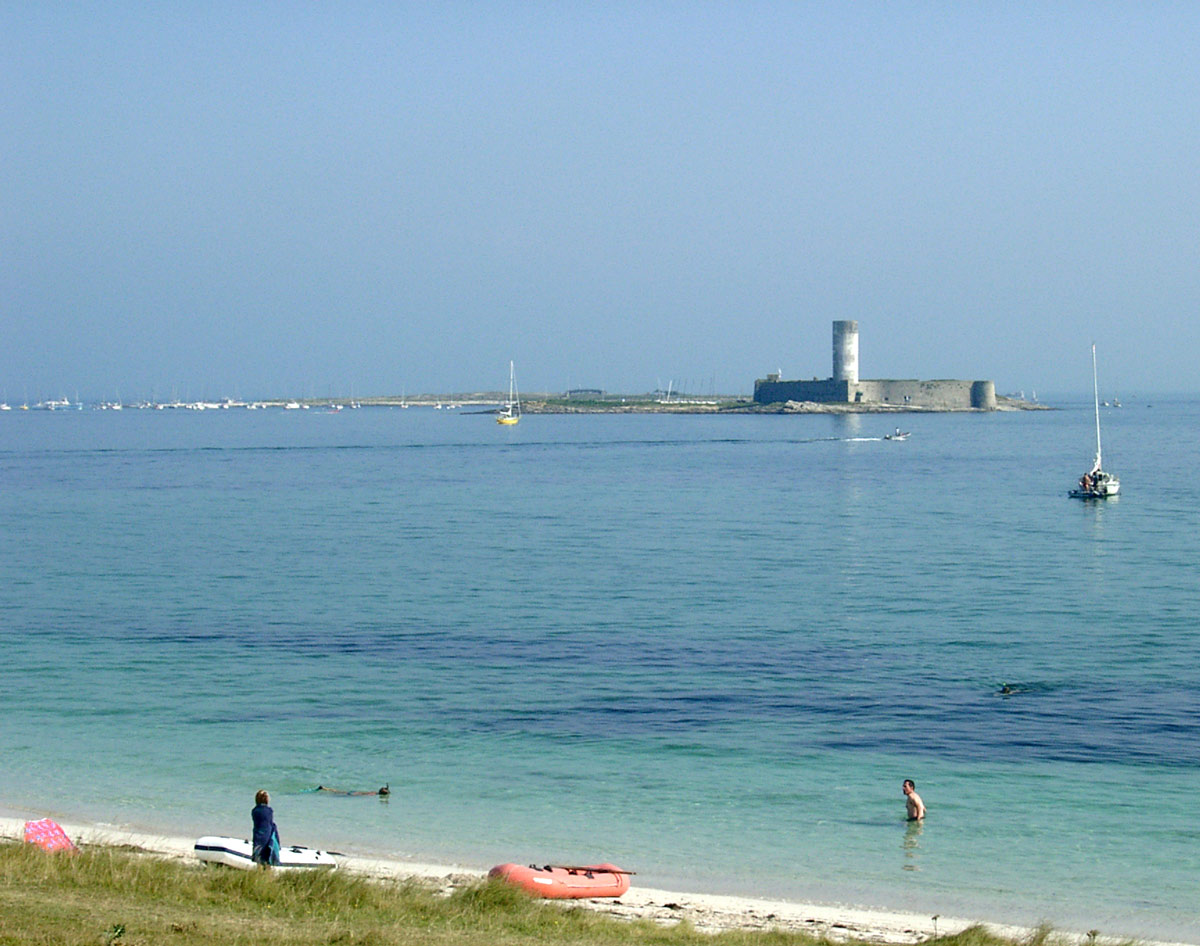
Fort Cigogne a l'île du Loch.
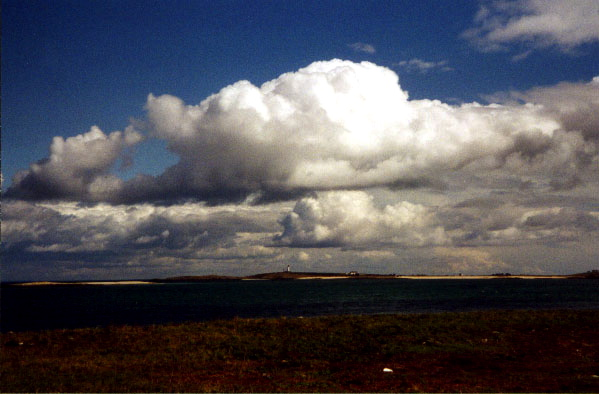
Vista de l'île de Penfret.
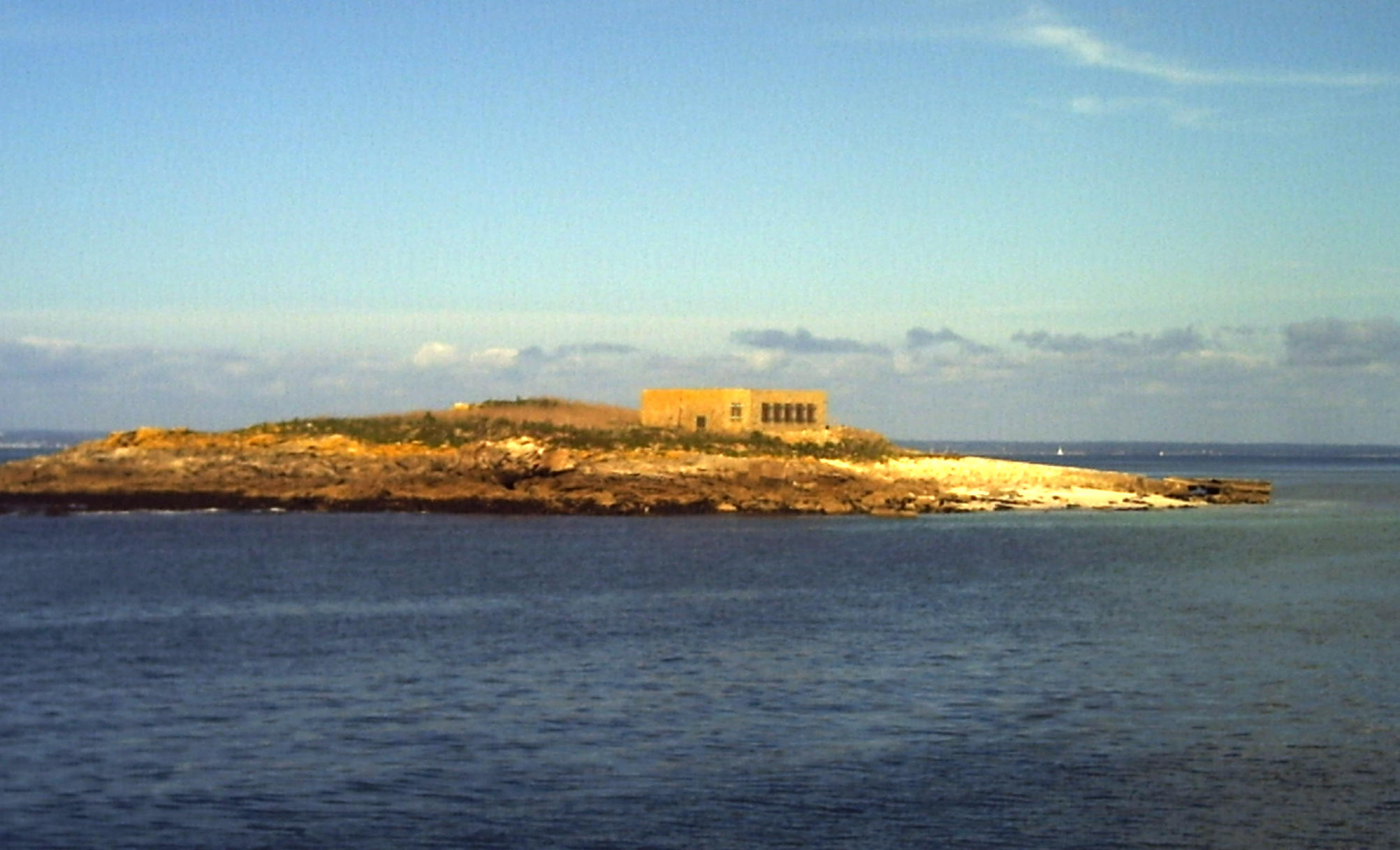
«La prison» de Brunec.
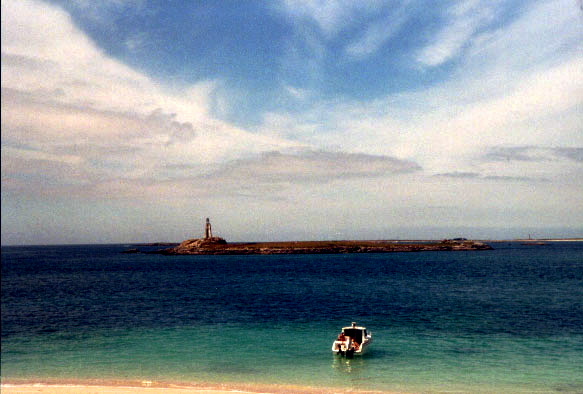
L'île de Guéotec.
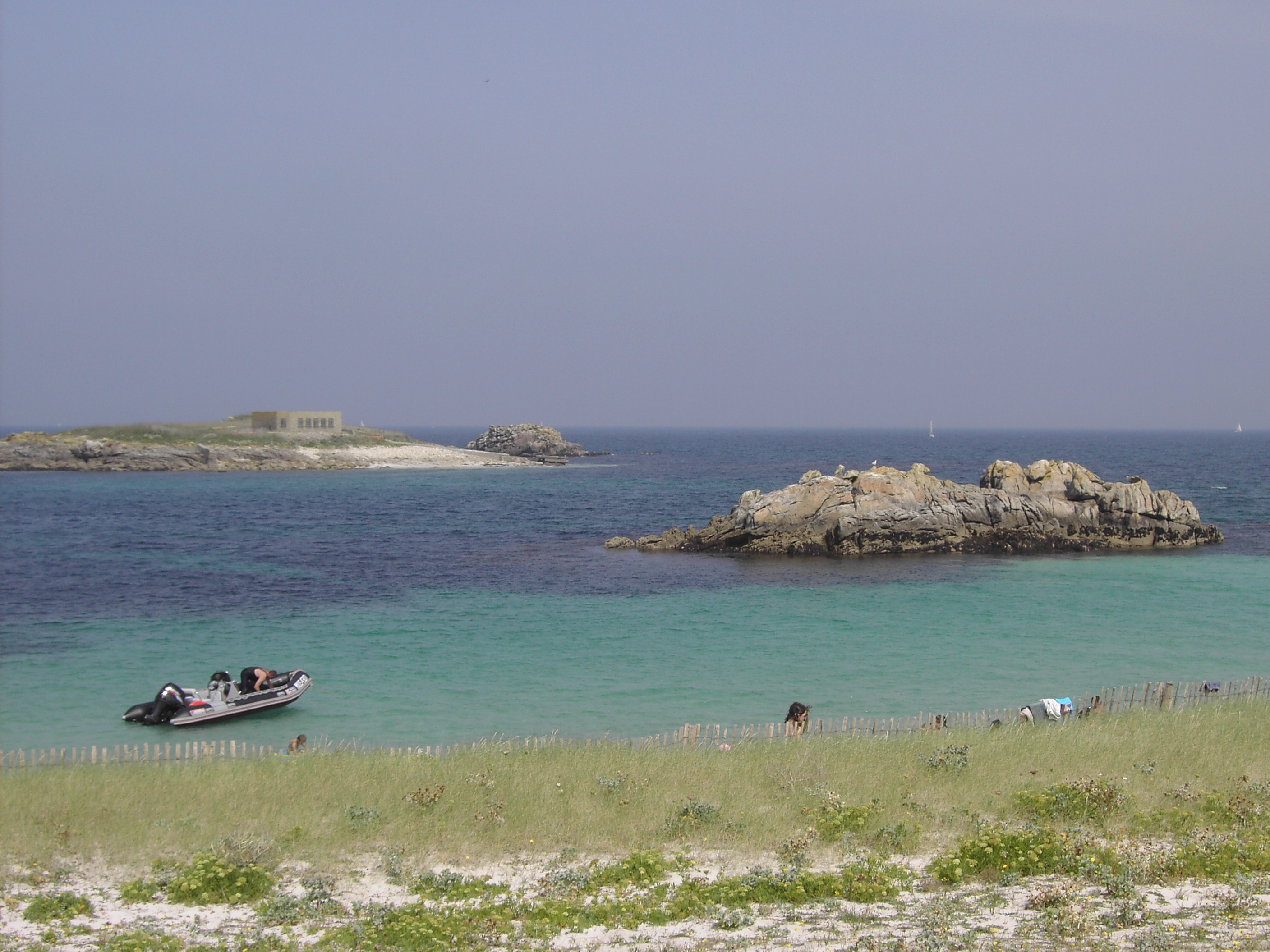
L'île de Brunec des de l'île Saint-Nicolas.
- L'île aux Moutons.